# بطولة تونس لألعاب القوى 2005
بطولة تونس لألعاب القوى 2005 هو الدورة 50 من بطولة تونس لألعاب القوى.

فاز بهذا الموسم النادي الرياضي للحرس الوطني.

## روابط خارجية
- الموقع الرسمي للجامعة التونسية لألعاب القوى.